# Дубровский, Владимир Павлович
Владимир Павлович Дубровский (род. 18 марта 1954, Нижний Тагил) — советский и российский фотограф, член правления Союза фотохудожников Сибири, член Союза фотохудожников России.

## Биография
Родился 18 марта 1954 года в Нижнем Тагиле. Выпускник Ташкентского политехнического института. Выучился на инженера-электрика.
Участвовал в создании Союза фотохудожников СССР, в президиуме которого был представителем от Союза фотохудожников Узбекистана.
В 1994 году переехал из Узбекистана в Новосибирск, устроился фотокорреспондентом в «Сибирскую газету». За два года поменял работу в нескольких периодических изданиях города. Сотрудничал с издательством «Сатрен», в этой организации возглавлял фотослужбу, обеспечивавшую журналы «Горожанка» и «Эгоист» иллюстрациями.

## Творчество
Произведения Дубровского экспонировались на выставках России и за её пределами. Наибольшего успеха достиг в области репортажной и реалистичной фотографии. Для его творчества характерно составление тематических циклов.
В 1990-х годах создал серию работ с Александром Карелиным — «Человек, творящий мир».
В коллекции его трудов с политическими деятелями — фотография Владимира Путина с Василием Юрченко».